# Malcontenten
De malcontenten (ontevredenen) waren een groep van katholieke edelen die in de jaren 1577-1578 met een eigen leger de zijde van koning Filips II kozen in de Tachtigjarige Oorlog. Ze werden door calvinisten soms spottend moeytemaeckers en paternosterknechten genoemd. Deze edelen kwamen hoofdzakelijk uit Artesië, Henegouwen, Namen en Luxemburg, de meest zuidelijke provincies van de Nederlanden. De belangrijkste leidende figuren waren Emanuel Filibert van Lalaing en Valentin de Pardieu.

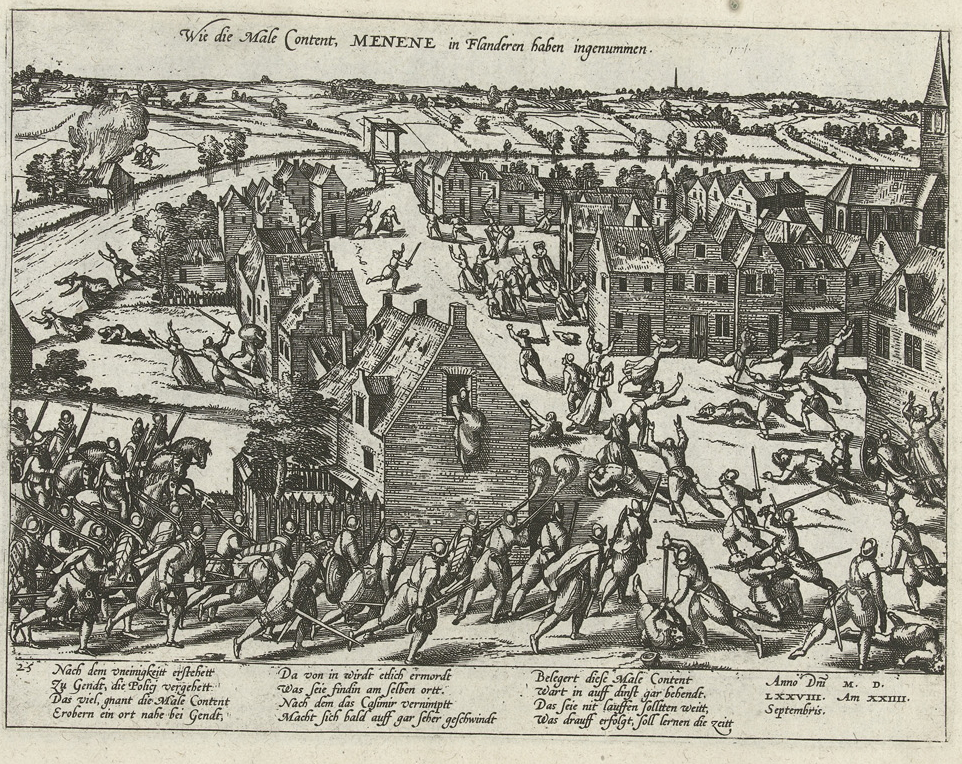
Inname van Menen door de malcontenten in 1578

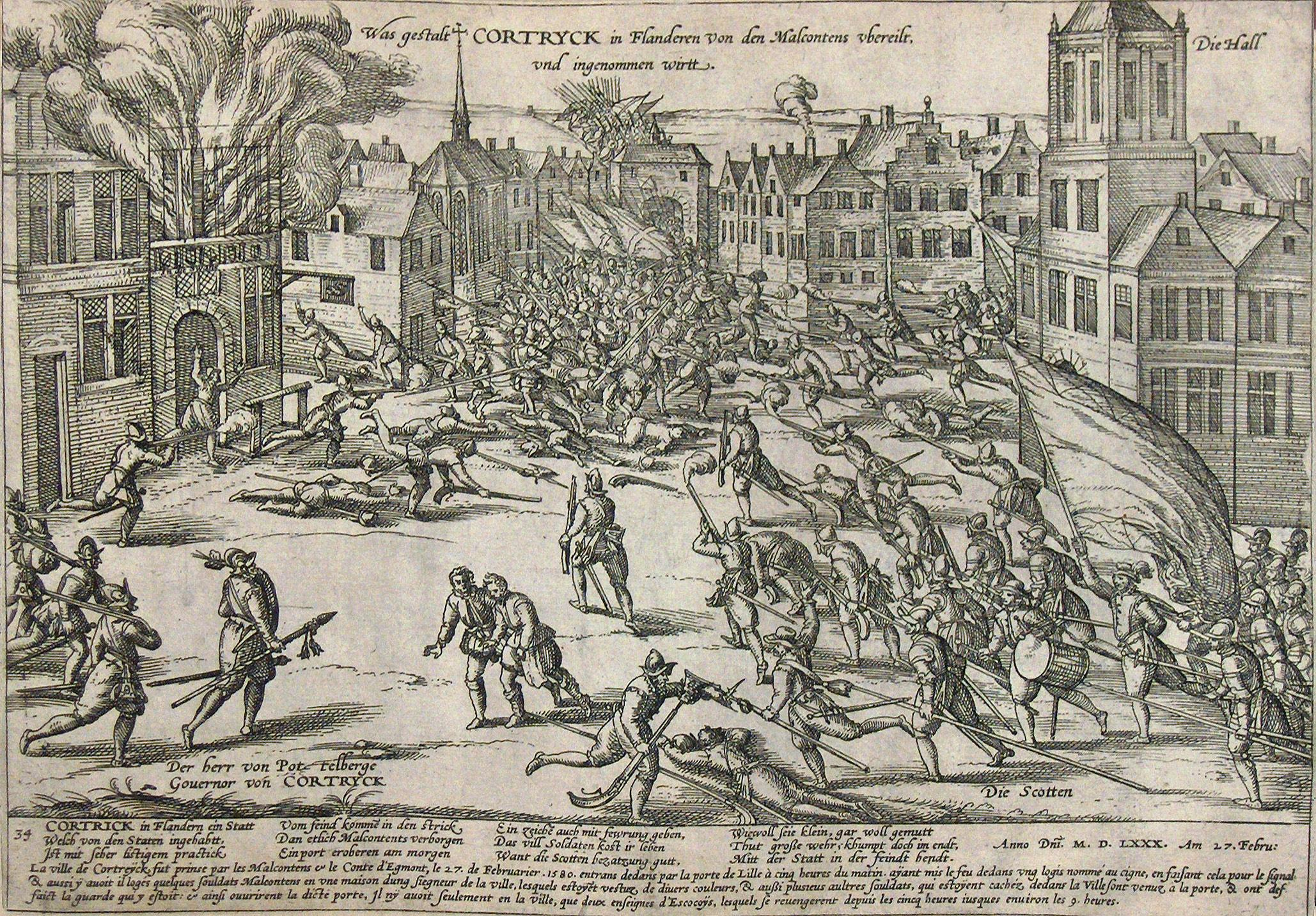
Inname van Kortrijk door de malcontenten en de graaf van Egmont op 27 februari 1580

## Motieven
De beweging kwam deels voort uit verontrusting omtrent het calvinistische bewind in een aantal steden in de Zuidelijke Nederlanden. De calvinistische leiding in de steden stond vaak een zeer radicale en onverdraagzame koers voor. In de zogenaamde Gentse Republiek bijvoorbeeld maakte de extremistische Jan van Hembyze vanaf oktober 1577 de dienst uit, de katholieke eredienst werd verboden en de mensen die katholiek bleven werden vervolgd, ook steunde de stadsregering er actief de vernieling van kerkinterieurs. De malcontente edelen kwamen hier tegen op, maar waren ook beducht voor het verliezen van hun macht en invloed aan de burgerij.
De directe aanleiding voor de splitsing tussen de opstandelingen in malcontent katholiek en radicaal calvinistisch was een geschil over soldij. Waalse Staatsen onder Montigny beweerden dat hun loon werd achtergehouden vanwege hun katholieke religie en begonnen te muiten. In september 1578 namen ze Menen in. Ze verjoegen er de calvinistische Schotse huurlingen, die daarop aan het plunderen en brandstichten sloegen in de hele omgeving. "Malcontenten" werd een geuzennaam voor iedereen in de Nederlanden die de katholieke zaak omarmde tegen de radicale calvinisten en de meer gematigden. 
Toen de prinsgezinden in hetzelfde jaar de macht probeerden te grijpen in Atrecht, verhinderden de malcontenten dit en hingen de initiatiefnemers op. Ze hadden versterking gekregen van andere Staatse troepen die op 31 januari 1578 in de slag bij Gembloers een verpletterende nederlaag hadden geleden. Beide groepen, oorspronkelijk verenigd in hun strijd tegen de Spaanse koning, beschuldigden elkaar na Gembloers van de nederlaag en waren tot een ander oordeel gekomen over wat gedaan moest worden. De calvinistische edelen radicaliseerden en meenden dat nu alles op alles gezet moest worden om elke vijand te bestrijden, zij het de Spanjaarden, de kerk, de katholieke burgers. Sommige katholieke edelen waren daarentegen ontevreden met het verloop van de Opstand en de doelen van de calvinisten ermee.

## Unie van Atrecht
Toen Alexander Farnese de Zuidelijke Nederlanden voor de Spaanse koning begon te heroveren (1579-1585) maakte hij dankbaar gebruik van de malcontenten. Hij wist hen te bewegen tot het sluiten van de Unie van Atrecht op 6 januari 1579, daarmee de eenheid van de gewesten verbrekend. Henegouwen, Artesië en Rijsels-Vlaanderen wilden onder de heerschappij van Filips II blijven en wensten handhaving van de katholieke godsdienst, maar eisten het vertrek van de Spaanse en Italiaanse soldaten die als bezettingsmacht werden ervaren. Farnese ging akkoord en trok de troepen in april 1580 terug. Zodoende sloten de drie 'Waalse' gewesten vrede met de koning, los van de andere (merendeels protestantse) opstandige gebieden.

## Strijd
Door het Verraad van Rennenberg in maart 1580 werd Groningen een nieuw bolwerk van de malcontenten. Rennenbergs legeroverste Maarten Schenk maakte zich met zijn leger van malcontenten meester van Lingen en versloeg de staatse soldaten van Filips van Hohenlohe op de Hardenbergerheide; hierdoor werd de positie van de katholieke edelen in Twente de komende twaalf jaar veiliggesteld. In het zuiden veroverden de malcontenten Kortrijk in februari 1580 door list en gaf Doornik zich op 29 november 1581 aan hen over na een langdurig beleg.
Toen de malcontenten tot het inzicht kwamen dat zij de opstand niet alleen aankonden, vroegen zij Farnese om de terugkeer van de Spaanse en Italiaanse troepen. De malcontenten werden daarna goeddeels opgenomen in het Leger van Vlaanderen om verder te strijden tegen de (protestantse) opstandelingen.